# (501214) 2013 TC146
(501214) 2013 TC146 est un objet transneptunien, classé comme centaure, d'environ 230 km de diamètre.